# Navy CIS: Hawaiʻi
Navy CIS: Hawaiʻi (original: NCIS: Hawaiʻi) ist eine US-amerikanische Krimiserie, der dritte Ableger des NCIS-Franchise und damit der vierte von JAG – Im Auftrag der Ehre. Im Mittelpunkt steht ein Team des Naval Criminal Investigative Service unter der Leitung von Special Agent in Charge Jane Tennant (Vanessa Lachey), das im NCIS Hawaii Field Office in der Naval Station Pearl Harbor auf Oʻahu Verbrechen im Umfeld der US Navy (Marine) und des US Marine Corps aufklärt.
Premiere feierte die Serie am 20. September 2021 auf CBS. Die deutschsprachige Erstausstrahlung erfolgte am 24. April 2022 auf dem österreichischen Fernsehsender ATV2.
Im März 2022 wurde die Serie um eine zweite Staffel verlängert, die seit dem 19. September 2022 ausgestrahlt wurde.
Am 26. April 2024 wurde bekannt, dass die dritte Staffel die letzte sein wird.

## Handlung
Die Serie stellt ein neues Team rund um deren Chefin, Special Agent Jane Tennant, in den Mittelpunkt, die, am Stützpunkt Pearl Harbor stationiert, Verbrechen auf der Insel untersuchen. Gleichzeitig versucht die neue Teamchefin, Beruf und Familie unter einen Hut zu bringen.

## Besetzung und Synchronisation
Die deutschsprachige Synchronisation entsteht bei der Arena Synchron in Berlin unter der Dialogregie von Ralph Beckmann.

### Hauptbesetzung
| Rolle                                                  | Schauspieler       | Hauptrolle (Folgen)  | Nebenrolle (Folgen) | Synchronsprecher   |
| ------------------------------------------------------ | ------------------ | -------------------- | ------------------- | ------------------ |
| Special Agent in Charge Jane Tennant                   | Vanessa Lachey     | 1.01–3.10            |                     | Ranja Bonalana     |
| Special Agent Kai Holman                               | Alex Tarrant       | 1.01–3.10            |                     | Sebastian Kluckert |
| Special Agent Jesse Boone                              | Noah Mills         | 1.01–3.10            |                     | Johannes Raspe     |
| Junior Agent Lucy Tara                                 | Yasmine Al-Bustami | 1.01–3.06, 3.09–3.10 |                     | Özge Kayalar       |
| Cyber Intelligence Specialist Ernie Malik              | Jason Antoon       | 1.01–3.10            |                     | Florian Halm       |
| FBI Special Agent Kate Whistler (zunächst DIA Officer) | Tori Anderson      | 1.01–3.10            |                     | Lara Trautmann     |
| Alex Tennant                                           | Kian Talan         | 1.01–2.22            | 3.01                | Jonas Frenz        |

### Nebenbesetzung
| Rolle                       | Schauspieler     | Nebenrolle (Episoden)                                                    | Synchronsprecher       |
| --------------------------- | ---------------- | ------------------------------------------------------------------------ | ---------------------- |
| Julie Tennant               | Mahina Napoleon  | 1.01–1.03, 1.06, 1.09, 1.12, 1.14, 1.21–1.22, 2.14, 2.21                 | Aurelia van Cauwelaert |
| Navy Captain Joe Milius     | Enver Gjokaj     | 1.01–1.02, 1.05, 1.08, 1.21–1.22, 2.17                                   | Florian Hoffmann       |
| Commander (Dr.) Carla Chase | Seana Kofoed     | 1.05, 1.08–1.09, 1.12, 1.14, 1.18–1.19, 1.21–2.04, 2.06, 2.09, 2.14–3.10 | Sabine Falkenberg      |
| Maggie Shaw                 | Julie White      | 1.06, 1.09, 1.12–1.13, 2.21–2.22, 3.10                                   | Katharina Koschny      |
| Special Agent Neil Pike     | Mark Gessner     | 1.07, 1.15, 1.21–1.22, 2.04, 2.11, 3.02                                  | Peter Lontzek          |
| Daniel Tennant              | Anthony Ruivivar | 1.10, 1.16, 1.19, 2.02, 2.05–2.06, 2.17                                  | Frank Schaff           |

### Crossoverbesetzung
| Rolle                                                         | Schauspieler      | Episoden         | Synchronsprecher     |
| Navy CIS                                                      | Navy CIS          | Navy CIS         | Navy CIS             |
| ------------------------------------------------------------- | ----------------- | ---------------- | -------------------- |
| Special Agent Nicholas Torres                                 | Wilmer Valderrama | 1.18, 2.01       | Tim Knauer           |
| Special Agent Jessica Knight                                  | Katrina Law       | 1.18, 2.01       | Sarah Riedel         |
| Kasie Hines                                                   | Diona Reasonover  | 1.18, 2.01       | Giovanna Winterfeldt |
| Special Agent Alden Parker                                    | Gary Cole         | 1.18, 2.01, 2.10 | Bernd Vollbrecht     |
| Jimmy Palmer                                                  | Brian Dietzen     | 2.01, 2.10       | Rainer Fritzsche     |
| Navy CIS: L.A.                                                |                   |                  |                      |
| NCIS Special Agent Sam Hanna                                  | LL Cool J         | 2.10, 2.22–3.10  | Sascha Rotermund     |
| NCIS Special Agent G. Callen (Grisha Aleksandrovich Nikolaev) | Chris O’Donnell   | 2.10             | Sven Hasper          |

In der elften Folge der ersten Staffel hat Scott Lawrence einen Gastauftritt als Richter Michael Keen. Lawrence gehörte als Commander Sturgis Turner ab der siebten Staffel zur Stammbesetzung von JAG und hatte einen Gastauftritt als Captain Thomas Lind und DEA Agent Raymond Frank in NCIS.

## Produktion
Am 16. Februar 2021 vermeldete The Hollywood Reporter, dass ein dritter Ableger von Navy CIS mit dem Titel NCIS: Hawaii in Arbeit sei und mit Christopher Silber, Jan Nash sowie Matt Bosack die Produzenten als auch die Autoren gefunden seien. Als erste Darstellerin wurde am 7. April 2021 Vanessa Lachey verpflichtet, der Rest wurde im Laufe der folgenden Wochen bekanntgegeben. Die Erstausstrahlung erfolgte am 20. September 2021, direkt nach der Mutterserie Navy CIS. Anders als bei den vorangegangenen Serien bestellte CBS keine Backdoor-Pilotfolge, sondern direkt eine komplette Staffel, was am 23. April 2021 bekanntgegeben wurde.
Später fügte man dem Titel ein ʻOkina hinzu, um die offizielle Schreibweise in der hawaiischen Sprache wiederzugeben. Die Serie wird im Hawaii Film Studio produziert.

## Episodenliste

### Staffel 1
Die erste Staffel war vom 20. September 2021 bis zum 23. Mai 2022 auf dem US-amerikanischen Sender CBS zu sehen. In Deutschland erfolgte die Erstausstrahlung vom 26. April bis zum 23. August 2022, wobei die 18. Episode zu einem späteren Zeitpunkt veröffentlicht wurde.
| Nr. (ges.) | Nr. (St.) | Deutscher Titel       | Originaltitel | Erstausstrahlung USA | Deutschsprachige Erstausstrahlung (A/CH) | Regie            | Drehbuch                                   |
| ---------- | --------- | --------------------- | ------------- | -------------------- | ---------------------------------------- | ---------------- | ------------------------------------------ |
| 1          | 1         | Der Crash             | Pilot         | 20. Sep. 2021        | 26. Apr. 2022                            | Larry Teng       | Matt Bosack, Jan Nash & Christopher Silber |
| 2          | 2         | Die Tränen des Meeres | Boom          | 27. Sep. 2021        | 26. Apr. 2022                            | Larry Teng       | Matt Bosack, Jan Nash & Christopher Silber |
| 3          | 3         | Vorbilder             | Recruiter     | 4. Okt. 2021         | 3. Mai 2022                              | Ruben Garcia     | Matt Bosack & Yalun Tu                     |
| 4          | 4         | Paniolo               | Paniolo       | 11. Okt. 2021        | 3. Mai 2022                              | Larry Teng       | Noah Evslin                                |
| 5          | 5         | Operation Iron Cloud  | Gaijin        | 18. Okt. 2021        | 10. Mai 2022                             | Tim McAndrew     | Ron McGee                                  |
| 6          | 6         | Der große Fisch       | The Tourist   | 1. Nov. 2021         | 10. Mai 2022                             | Yangzom Braun    | Amy Rutberg                                |
| 7          | 7         | Auf gar keinen Fall   | Rescuers      | 8. Nov. 2021         | 17. Mai 2022                             | James Bamford    | Yakira Chambers                            |
| 8          | 8         | Es ist kompliziert    | Legacy        | 29. Nov. 2021        | 24. Mai 2022                             | Lisa Demaine     | Yalun Tu                                   |
| 9          | 9         | Der Weg zur Wahrheit  | Impostor      | 6. Dez. 2021         | 31. Mai 2022                             | Loren Yaconelli  | Matt Bosack                                |
| 10         | 10        | Modifizierter Fabian  | Lost          | 3. Jan. 2022         | 7. Juni 2022                             | Tim Andrew       | Jan Nash                                   |
| 11         | 11        | Hoch gepokert         | The Game      | 17. Jan. 2022        | 14. Juni 2022                            | James Hayman     | Noah Evslin & Amy Rutberg                  |
| 12         | 12        | Das Phantom           | Spies, Part 1 | 23. Jan. 2022        | 21. Juni 2022                            | LeVar Burton     | Yakira Chambers & Ron McGee                |
| 13         | 13        | Die beste Freundin    | Spies, Part 2 | 24. Jan. 2022        | 28. Juni 2022                            | Tessa Blake      | Christopher Silber                         |
| 14         | 14        | Anhörung              | Broken        | 28. Feb. 2022        | 5. Juli 2022                             | Norman Buckley   | Matt Bosack & Jan Nash                     |
| 15         | 15        | Piraten               | Pirates       | 7. März 2022         | 12. Juli 2022                            | Tim Andrew       | Yalun Tu                                   |
| 16         | 16        | Nur das Beste         | Monster       | 14. März 2022        | 19. Juli 2022                            | Leslie Hope      | Ron McGee                                  |
| 17         | 17        | Fehler im System      | Breach        | 21. März 2022        | 26. Juli 2022                            | Christine Moore  | Yakira Chambers                            |
| 18         | 18        | TNT                   | T'N'T         | 28. März 2022        | 18. Okt. 2022                            | Lionel Coleman   | Christopher Silber & Megan Bacharach       |
| 19         | 19        | Schiffbruch           | Nurture       | 18. Apr. 2022        | 2. Aug. 2022                             | Lin Oeding       | Jan Nash                                   |
| 20         | 20        | Nachtschicht          | Nightwatch    | 2. Mai 2022          | 9. Aug. 2022                             | Tawnia McKiernan | Amy Rutberg                                |
| 21         | 21        | Jetzt oder nie        | Switchback    | 16. Mai 2022         | 16. Aug. 2022                            | Jimmy Whitmore   | Noah Evslin                                |
| 22         | 22        | Spannungsfelder       | Ohana         | 23. Mai 2022         | 23. Aug. 2022                            | Tim Andrew       | Matt Bosack & Christopher Silber           |

### Staffel 2
Die zweite Staffel wurde seit dem 19. September 2022 auf CBS ausgestrahlt. In Deutschland erfolgte die Erstausstrahlung vom 14. März bis 15. August 2023 auf Sat.1.
| Nr. (ges.) | Nr. (St.) | Deutscher Titel        | Originaltitel       | Erstausstrahlung USA | Deutschsprachige Erstausstrahlung (D) | Regie             | Drehbuch                      |
| ---------- | --------- | ---------------------- | ------------------- | -------------------- | ------------------------------------- | ----------------- | ----------------------------- |
| 23         | 1         | Ravens Rache           | Prisoners’ Dilemma  | 19. Sep. 2022        | 14. März 2023                         | Tim Andrew        | Jan Nash & Christopher Silber |
| 24         | 2         | Den Griff lockern      | Blind Curves        | 26. Sep. 2022        | 21. März 2023                         | Yangzom Braun     | Matt Bosack                   |
| 25         | 3         | Die Doppelgängerin     | Stolen Valor        | 3. Okt. 2022         | 28. März 2023                         | Tim Andrew        | Amy Rutberg                   |
| 26         | 4         | Fluchtreaktion         | Primal Fear         | 10. Okt. 2022        | 4. Apr. 2023                          | LeVar Burton      | Ron McGee                     |
| 27         | 5         | Plötzlicher Tod        | Sudden Death        | 17. Okt. 2022        | 11. Apr. 2023                         | Tawnia McKiernan  | Yalun Tu                      |
| 28         | 6         | Verantwortung          | Changing Tides      | 24. Okt. 2022        | 18. Apr. 2023                         | Lionel Coleman    | Noah Evslin                   |
| 29         | 7         | Auf der Flucht         | Vanishing Act       | 14. Nov. 2022        | 25. Apr. 2023                         | Diana Valentine   | Mike Diaz & Jan Nash          |
| 30         | 8         | Im Rampenlicht         | Curtain Call        | 21. Nov. 2022        | 2. Mai 2023                           | Christine Moore   | Yakira Chambers               |
| 31         | 9         | Letzter Ausweg         | Desperate Measures  | 5. Dez. 2022         | 9. Mai 2023                           | Kevin Berlandi    | Ron McGee                     |
| 32         | 10        | Wer ist wer?           | Deep Fake           | 9. Jan. 2023         | 16. Mai 2023                          | Jimmy Whitmore    | Christopher Silber            |
| 33         | 11        | Aufgehende Sonne       | Rising Sun          | 16. Jan. 2023        | 23. Mai 2023                          | Christoph Schrewe | Megan Bacharach & Matt Bosack |
| 34         | 12        | Abgeschottet           | Summer Temperatures | 23. Jan. 2023        | 30. Mai 2023                          | Norman Buckley    | Jan Nash & Amy Rutberg        |
| 35         | 13        | Falsche Verdächtige    | Misplaced Targets   | 6. Feb. 2023         | 13. Juni 2023                         | Larry Teng        | Yalun Tu                      |
| 36         | 14        | Einbruch ohne Spuren   | Silent Invasion     | 13. Feb. 2023        | 20. Juni 2023                         | Eric Hays         | Mike Diaz                     |
| 37         | 15        | Willkommen zurück      | Good Samaritan      | 27. Feb. 2023        | 27. Juni 2023                         | Larry Teng        | Noah Evslin                   |
| 38         | 16        | Besondere Vorkommnisse | Family Ties         | 13. März 2023        | 4. Juli 2023                          | Christine Moore   | Ron McGee                     |
| 39         | 17        | Starke Nerven          | Money Honey         | 20. März 2023        | 11. Juli 2023                         | Loren Yaconelli   | Megan Bacharach               |
| 40         | 18        | Abgestürzt             | Bread Crumbs        | 10. Apr. 2023        | 18. Juli 2023                         | LeVar Burton      | Jan Nash                      |
| 41         | 19        | Die Mars-Mission       | Cabin Fever         | 1. Mai 2023          | 25. Juli 2023                         | Kurt Jones        | Yakira Chambers               |
| 42         | 20        | Lucys Nachtschicht     | Nightwatch Two      | 8. Mai 2023          | 1. Aug. 2023                          | Tim Andrew        | Amy Rutberg                   |
| 43         | 21        | Aus dem Nichts         | Past Due            | 15. Mai 2023         | 8. Aug. 2023                          | Jimmy Whitmore    | Christopher Silber & Yalun Tu |
| 44         | 22        | Keine Wahl             | Dies Irae           | 22. Mai 2023         | 15. Aug. 2023                         | Tim Andrew        | Matt Bosack & Jan Nash        |

### Staffel 3
Die dritte Staffel wird seit dem 12. Februar 2024 auf CBS ausgestrahlt.
| Nr. (ges.) | Nr. (St.) | Deutscher Titel    | Originaltitel        | Erstausstrahlung USA | Deutschsprachige Erstausstrahlung (D) | Regie           | Drehbuch                                   |
| ---------- | --------- | ------------------ | -------------------- | -------------------- | ------------------------------------- | --------------- | ------------------------------------------ |
| 45         | 1         | Sam Hanna          | Run and Gun          | 12. Feb. 2024        | 13. Aug. 2024                         | Tim Andrew      | Jan Nash & Christopher Silber              |
| (Teil 1)   |           |                    |                      |                      |                                       |                 |                                            |
| 46         | 2         | Bruchlandung       | Crash and Burn       | 19. Feb. 2024        | 20. Aug. 2024                         | Tim Andrew      | Jan Nash & Christopher Silber              |
| (Teil 2)   |           |                    |                      |                      |                                       |                 |                                            |
| 47         | 3         | Leben im Wind      | License to Thrill    | 26. Feb. 2024        | 27. Aug. 2024                         | Christine Moore | Ron McGee & Amy Rutberg                    |
| 48         | 4         | Bei Ankunft Mord   | Dead On Arrival      | 4. März 2024         | 3. Sep. 2024                          | Larry Teng      | Yalun Tu & Noah Evslin                     |
| 49         | 5         | Der Spezialauftrag | Serve and Protect    | 25. März 2024        | 10. Sep. 2024                         | Yangzom Brauen  | Fallon O’Dowd & Matt Bosack                |
| 50         | 6         | Sehr geheim        | Operation Red Rabbit | 1. Apr. 2024         | –                                     | LeVar Burton    | Amy Rutberg & Mike Diaz                    |
| 51         | 7         | In der Wildnis     | The Next Thousand    | 15. Apr. 2024        | –                                     | Daniela Ruah    | Matt Bosack, Jan Nash & Christopher Silber |
| 52         | 8         | Unauffindbar       | Into Thin Air        | 22. Apr. 2024        | –                                     | Sherman Shelton | Ron McGee & Megan Bacharach                |
| 53         | 9         | Die Besten         | Spill the Tea        | 29. Apr. 2024        | –                                     | LeVar Burton    | Ron McGee & Megan Bacharach                |
| 54         | 10        | Alle für Einen     | Divided We Conquer   | 6. Mai 2024          | –                                     | Christine Moore | Yalun Tu & Megan Bacharach                 |